# Elodina perdita
Espèce
Elodina perdita est une espèce de lépidoptères (papillons) de la famille des Pieridae.
- Répartition : Australie.